# Denis Clemente
Denis Clemente (Bayamón, 10 aprile 1986) è un cestista portoricano.

## Carriera
Si trasferisce negli Stati Uniti dove gioca per i Kansas State Wildcats dal 2008 al 2010. Dopo essersi laureato, si dichiara eleggibile per il Draft NBA 2010, ma nessuna squadra lo seleziona. Sempre nel 2010 gioca, con gli Charlotte Bobcats, la NBA Summer League senza però essere confermato in squadra.
Nel dicembre 2010 firma con la squadra greca Maroussi BC. Si trasferisce per la stagione 2011-12 nel campionato slovacco, al BK Bemaco SPU Nitra. Firma per la stagione 2012-13 con il Napoli Basketball in Legadue; dopo l'esclusione di quest'ultima, diviene un giocatore svincolato. In seguito firma per la Victoria Libertas Pesaro. Infine, il 3 gennaio 2013, sigla un nuovo contratto con la Reyer Venezia Mestre, ma dopo poche settimane e una sola presenza viene tagliato dalla squadra.

## Palmarès
- Coppa di Slovacchia: 1

SPU Nitra: 2012